# 田部 (部首)
田部（でんぶ）は、漢字を部首により分類したグループの一つ。
康熙字典214部首では102番目に置かれる（5画の8番目、午集の8番目）。

## 概要
「田」字は区画された農業の耕作地を意味し、4つの「口」は区切られた耕作地を、「十」は畦道の形を象る。
日本では特に、水を張って稲を栽培する稲田を指し、その他の耕作地を和製漢字の「畑」や「畠」に分けているが、本来は稲のみならず五穀を植えた耕作地はすべて「田」である。
偏旁の意符としては農耕や田畑に関することを示し、区画された農地から引伸して行政区画に関することを示す（「界」「略」「畿」など）。左右構造では「町」、「略」、「畔」などのように左の偏に置かれることが多く、上下構造では「男」、「界」、「異」、「畳」、「番」、「留」、「畜」などのように上の冠、下の脚両方に置かれる。その他「画」のような中央に位置するもの、「畝」、「畿」のような左下に位置するもの、和製漢字である「畑」のように右側の旁に置くものなど幅広い構成を取るのが特徴である。
数は多くないが異体字が少数存在し、上下や左右の構造が異なる同字（町と甼、界と畍、略と畧など）、部分を変えた異体字（留と畄、畝と畆など）、表外字のや常用漢字の新字体とは別の拡張新字体（疇と畴、疊と疂など）、他の部首の異体字（耕（耒部）と畊など）などが存在する。 
田部は上記のような意符を構成要素とする漢字を収め、また「甲」「申」「由」など「田」の字形を筆画にもつ漢字を収める。

## 部首の通称
- 日本：た・たへん
- 韓国：밭전부（bat jeon bu、はたけの田部）
- 英米：Radical field

## 部首字
田
- 中古音
  - 広韻 - 徒年切、先韻、平声
  - 詩韻 - 先韻、平声
  - 三十六字母 - 定母
- 現代音
  - 普通話 - ピンイン：tián 注音：ㄊㄧㄢˊ ウェード式：t'ien2
  - 広東語 - Jyutping:tin4 イェール式:tin4
- 日本語 - 音：テン（漢音）・デン（呉音） 訓：た
- 朝鮮語 - 音：전(jeon) 訓：밭（bat、はたけ）

## 例字
田・甲・申・由・甴・电
- 1:甶・𤰓、2:町・男、3:𤰞、4:畏・界・畐、5:畝・畔・畜、6:畦・略・畢、7:異（異6）・畫（画3）・番、8:當（当→小部）・畿、14:疆、17:疇（畴7）・疊（畳7）、27:𤴐、28:𤴑

和製漢字
- 畑・畠

### 最大画数
31:𤴒